# Houillères de Lorraine
Pour les articles homonymes, voir HBL.

Localisation du gisement sur la carte des bassins houillers français.

Les Houillères de Lorraine également appelées Houillères du Bassin de Lorraine ou HBL, sont des mines de charbon situées dans le Nord-Est de la France. Bien que la présence du charbon dans la région fût connue depuis le XVIe siècle, c'est au début du XIXe siècle que l'exploitation du bassin lorrain va connaître son développement. En 1810, deux ingénieurs du corps impérial des Mines dressent le premier atlas du bassin houiller sarro-lorrain.

## Situation du bassin

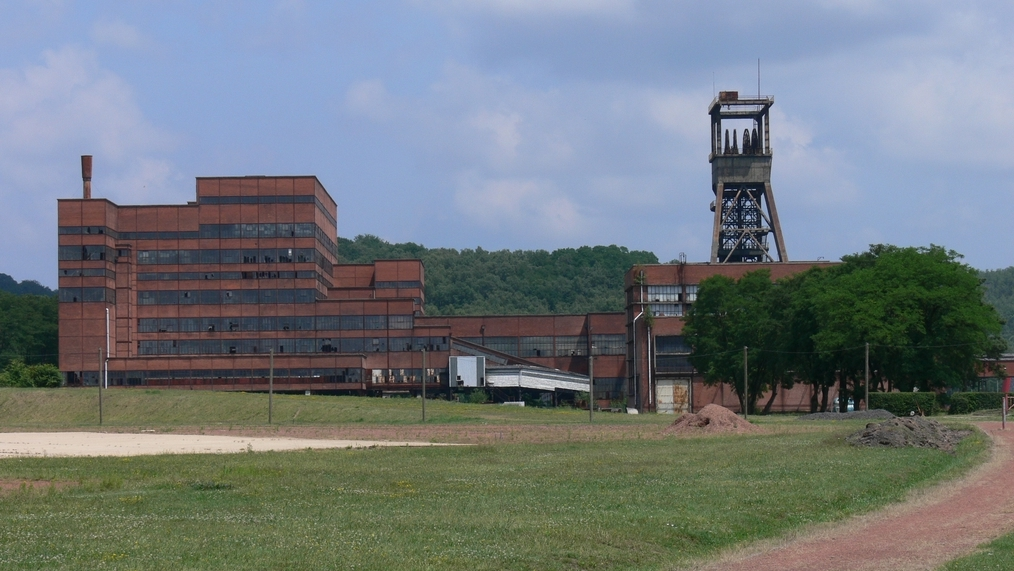
La mine, musée du carreau Wendel.

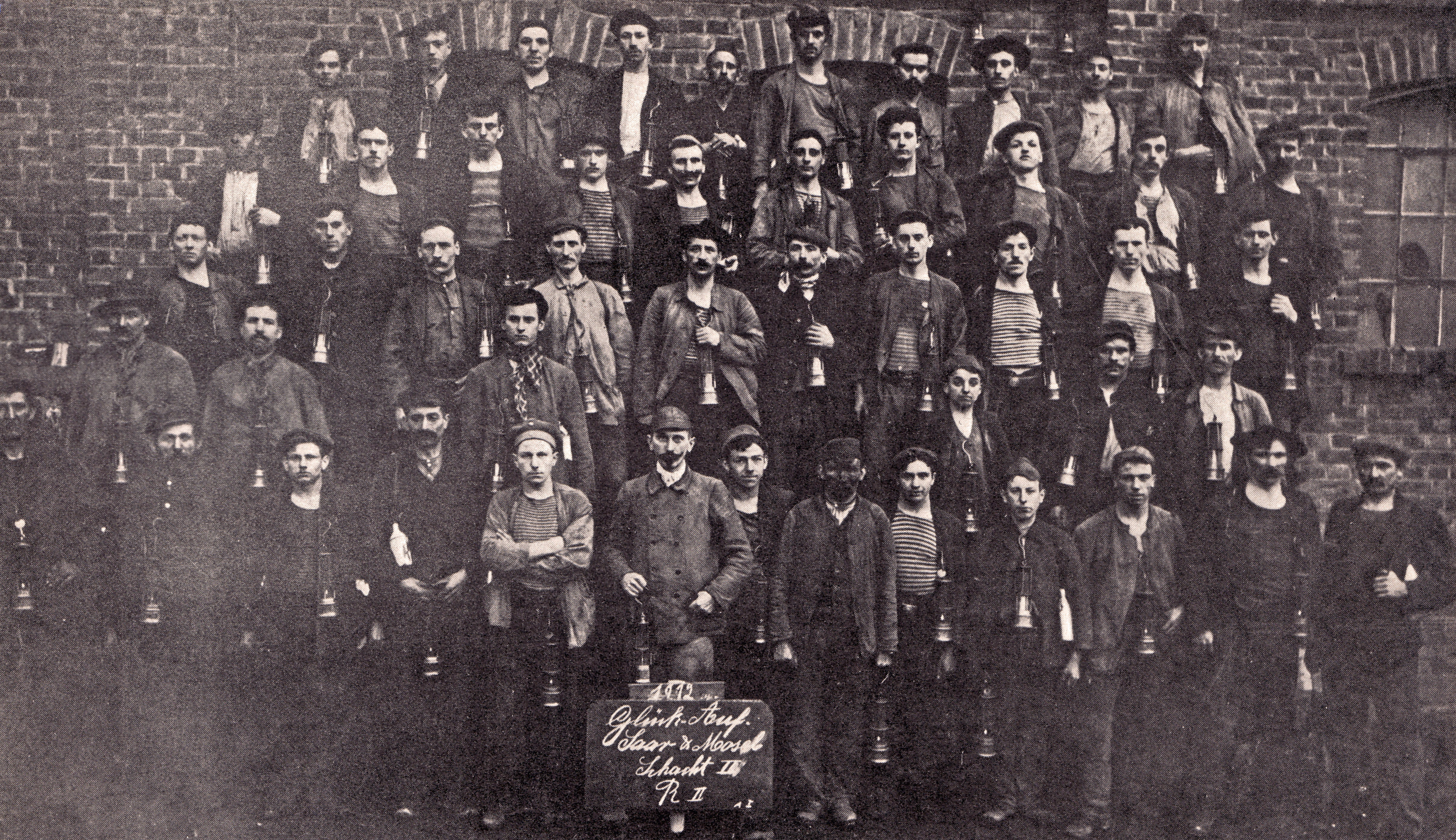
Mineurs du puits 2 de L'Hôpital (Moselle) en 1912.

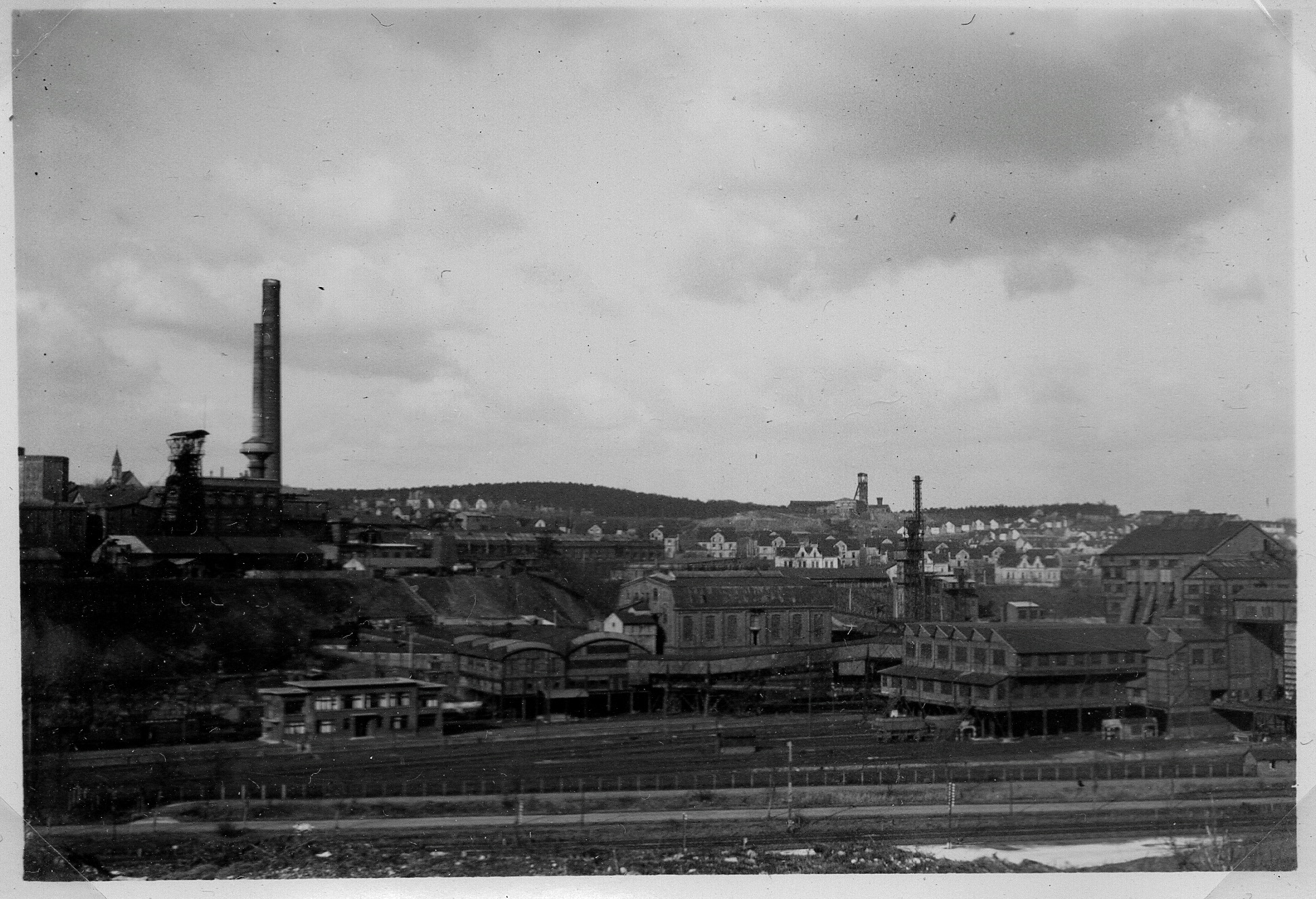
En Mars 1940.

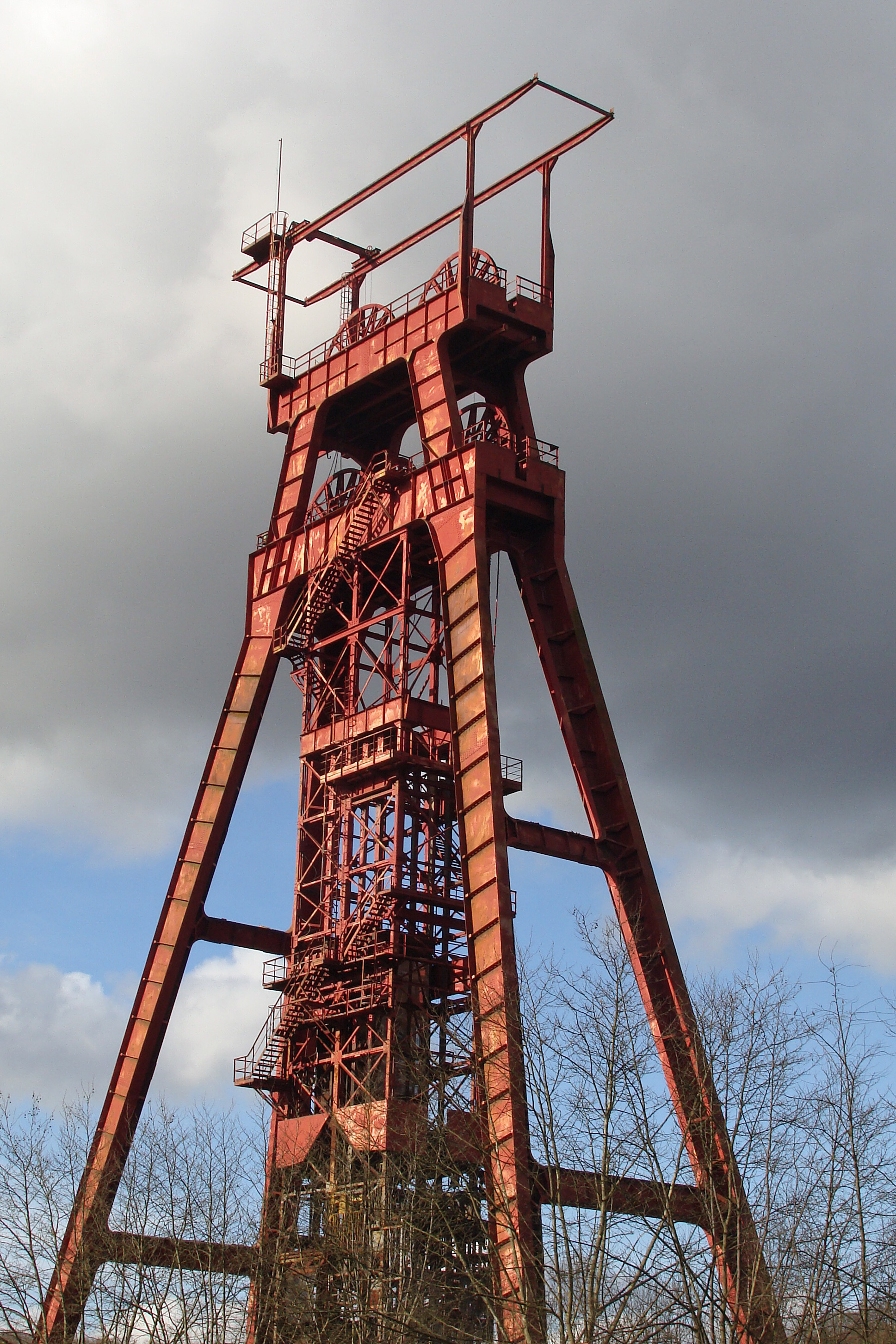
Le puits de Sainte-Fontaine en 2014.

Le bassin houiller lorrain se situe au nord du département de la Moselle, et s’étend sur une superficie de 49 000 ha. Il peut être grosso modo délimité par le triangle Villing – Faulquemont – Stiring-Wendel et regroupe environ 70 communes. On y dénombra plus de 58 puits construits entre 1818 et 1987.
La Sarre qui avait été annexée par la France en 1792, lui a été retirée par le second traité de Paris en 1815 ; elle se trouvait ainsi privée des ressources charbonnières de cette région déjà très connue à la suite d'une exploration systématique ; la perte de ce territoire incita naturellement à développer les recherches de ce côté des nouvelles frontières.
En territoires restés français, les explorations reprennent en 1818 aux alentours de Forbach dans le prolongement du gisement sarrois. Le charbon est découvert à proximité du village de Schœneck, Dans ce secteur, les recherches sont menées par MM. Duhamel, inspecteur général des mines, Gangloff, ancien inspecteur impérial des mines de la Sarre, Chère, ingénieur aux mines d'Anzin commandités par MM. Claude Joseph Rupied, négociant à Sarrebruck et Jean-Nicolas Thieriet, inspecteur d'assurance à Sarreguemines, et sous la surveillance de M. de Gargan, ingénieur royal des mines. Un permis provisoire est obtenu le 24 mars 1817 et le 22 septembre 1818, est entrepris le fonçage du puits de Schœneck en bordure du chemin de Schœneck à Gersweiler. À la suite de ce sondage, une demande en concession est déposée le 22 janvier 1818 et la première concession lorraine, Schoenecken, est attribuée le 10 septembre 1820 au profit la société des houillères de Schoenecken constituée par MM. Gangloff, Thieret et Rupied sur 2 679,5 ha. 
Mais ce n'est que 10 ans après le début des travaux que le puits de Schœneck atteignit les veines exploitables entre 80 et 120 m de profondeur. L'exploitation commença mais sa gestion fut si désastreuse (ennoyage des puits) que les travaux sont arrêtés en novembre 1835 ; la société est dissoute en 1840  et les droits cédés à Gangloff fils et à M. d'Hausen qui reprennent les travaux en 1841.
Ce n'est qu'à partir de 1846 que les conditions économiques, redevenues favorables, rendirent possible le développement de l'industrie houillère en Moselle avec, en particulier, l'extension du réseau de chemins de fer comme la mise en service de la ligne Forbach-Metz en 1852 ; c'est aussi la période de la croissance de l'industrie sidérurgique en Lorraine. En 1853, la maison de Wendel, déjà prospère en Lorraine (Hayange, Moyeuvre) met en service les hauts fourneaux de Stiring.
Cette nouvelle tentative s'avérant tout aussi infructueuse, la concession est vendue en 1846 à Charles de Wendel, à un financier anglais du nom de Georges Tom Hainguerlot et au baron d'Hausen qui  créent en 1850 la compagnie des houillères de l'Est puis la Cie des houillères de Stiring en 1853 et entreprennent d'abord plusieurs sondages pour mieux repérer le gisement puis en 1849 le fonçage des puits Sainte-Marthe et Sainte-Stéphanie à Stiring, sur l'emprise de l'usine sidérurgique. Mais ces différents fonçages se soldèrent tous par des échecs. À la suite de quoi, Wendel va concentrer ses efforts sur une autre région : Petite-Rosselle avec le fonçage du puits Saint-Charles en 1854. Le 27 juin 1856 ce fonçage recoupe à 120 m une veine de 2 m de puissance.
À la suite de cette découverte, les recherches vont progressivement se déplacer vers l'Ouest à Creutzwald, à Carling, à l'Hôpital et à Freyming. Entre 1852 et 1857, 32 sondages sont ainsi effectués, donnant lieu à l'attribution de 9 nouvelles concessions dont, en 1857, la concession du Hochwald sur 2 424 ha. Les Frères Pereire s'intéressent à la concession des houillères de la ville de L'Hôpital, qui s'étendait sur les communes de L'Hôpital, Saint-Avold, Macheren, Petit-Ebersviller, Hombourg et Freyming. Elle fut accordée en juillet 1857 à Messieurs Jacob Rodrigue Émile et Isaac Rodrigue Pereire et à Monsieur Stéphane Mony
Après la défaite de 1870, le bassin minier se trouve dans le territoire cédé par la France à l'Empire allemand. On assiste sous le régime allemand à la concentration des compagnies et la formation des 3 grandes sociétés d'exploitation : Sarre et Moselle, La Houve et de Wendel. La production se développe rapidement et atteint en 1913, 3 800 000 tonnes.
Le bassin est peu concerné par la guerre 14-18. Après le retour de l'Alsace-Lorraine à la France, les installations - d'abord mises sous séquestre - sont attribuées à des sociétés françaises. 
Pendant la Seconde Guerre mondiale, la Moselle est à nouveau annexée et les houillères dirigées par du personnel allemand. Quatre ans plus tard, dans les mois qui suivent les débarquements de Normandie (6 juin 1944)  et de Provence (15 août 1944), la région minière est progressivement libérée : Faulquemont, Folschviller et Merlebach en novembre 1944 (Bataille de Metz), Forbach et Petite-Rosselle en février 1945 (Opération Nordwind). Lors de la nationalisation des houillères françaises en 1946, sous l'impulsion du Gouvernement provisoire menée initialement par Charles de Gaulle, le Bassin houiller lorrain intègre Charbonnages de France (CDF).
Dans cette région minière de Faulquemont, Folschviller et Merlebach, de jeunes journalistes du  J'accuse (mensuel) viennent en reportage en décembre 1970, dans le sillage du Tribunal populaire de Lens en 1970 et de la vague de séquestrations de cadres qui a suivi, dans des entreprises où les ouvriers sont exposés. En Moselle, lors de la journée « ville morte » du 17 décembre 1970 contre la fermeture du puits de Faulquemont, décidée en octobre lors du regroupement avec ceux de Merlebach, voisins, avec changement des conditions de travail, 9 mineurs ont retenu trois ingénieurs par 960 mètres de fond.
En 2001, le réseau ferré des HBL est repris par VFLI, une filiale de la SNCF. 
En avril 2004, les dernières tonnes de charbon sont arrachées au sous-sol français. Huit siècles d'histoire minière s'achèvent avec la fermeture du puits de la Houve à Creutzwald en Moselle. Après la fermeture du siège de Merlebach au mois d'octobre 2003, le puits de la Houve, exploité par les Houillères du Bassin de Lorraine arrête sa production, signant ainsi du même coup la fermeture de la dernière exploitation charbonnière française.
Ces bassins miniers, dont l'exploitation est désormais arrêtée, posent de nombreux problèmes. En effet, l'eau s'engouffre dans les galeries et cause des affaissements de terrain (→ Affaissement et effondrement miniers). Ceci se produisit notamment dans le bassin ferrifère de Lorraine à Auboué en Meurthe-et-Moselle le 14 octobre 1996.
En 2006 le Musée de la mine du carreau Wendel ouvrait ses portes à Petite-Rosselle.